# Кинтэцу Лайнерс
«Ханадзоно Кинтэцу Лайнерс» (яп. 近鉄ライナーズ, англ. Kintetsu Liners) — японский регбийный клуб, выступающий в высшем дивизионе национального регби — Топ-Лиге. Основанная в 1929 году команда принадлежит корпорации Kintetsu (Kinki Nippon Railway Co., Ltd). Домашние матчи клуб проводит на арене «Кинтэцу Ханадзоно Рагби Стэдиум» в городе Хигасиосака — стадион также открыт в 1929 году. Ещё во времена любительского регби «Лайнерс» трижды становились национальными чемпионами.
Выбыв из высшей профессиональной лиги, «Лайнерс» вернулись в элиту в 2008 году. Было объявлено, что новым наставником команды станет бывший тренер новозеландской сборной Питер Слоун.

## История
Угроза вылета из высшей лиги была актуальной для клуба ещё в сезоне 2004/05, однако тогда «Лайнерс» обыграли соперников из «Фукуока Саникс Бомбс» (45:42), заняли десятое место, а затем победили в матче за право продолжить выступления в лиге. В следующем сезоне клуб стал уже одиннадцатым, выбыв из Топ-лиге вместе с «ИБМ Биг Блю». В 2008 году игроки «Кинтэцу» вернулись на уровень грандов и впервые за 33 года сыграли во Всеяпонском чемпионате.

### Достижения
- Всеяпонский регбийный чемпионат
  - Чемпион: 1966, 1967, 1974

## Состав
Источник.

## Известные игроки прошлых лет
- Ёсихиро Саката